# Angreb
Angreb kan foregå både på det fysiske og psykiske plan.
Fysisk kan det dreje sig om en enkeltpersons voldelige opførsel i forhold til én eller flere andre personer.
På det militære område modsvares angrebet (også benævnt Offensiv) af modstanderens forsvar. Angrebet vil typisk blive anvendt af den part, der besidder en vis overvægt i mandskab og materiel. Princippet om offensiven omhandler førerens prioritet i at erobre og bevare initiativet og dermed sikre egen handlefrihed.
På det psykiske plan kan angreb foregå både mundtligt og skriftligt, f.eks. i form af beskyldninger, injurier, trusler, m.v.

## Den militær betydning af angreb
Angreb er en kampmåde, hvorved man trænger ind på livet af fjenden og tilintetgør, bortdriver eller tager ham til fange. Angreb kan deles op på forskellige niveauer, men grundlæggende for alle niveauer er angrebets virkemidler, som består af ild og bevægelse. Det vil sige, at ingen bevæger sig uden de har en eller anden form for støtte (aktiv ildafgivelse fra direkte eller indirekte skydende våben) eller sikring (ildafgivelse på kald eller signal).
På delingsniveau vil det sige, at delingsføren bringer en eller flere af sine grupper i stilling og enten støtter eller sikre en eller flere gruppers fremtrængen. Tilsvarende på kompagniniveau, hvor kompagniet enten selv bringer delinger i stillinger eller bataljonen bringer andre enheder i støttestillinger. 
For at et angreb skal lykkes, er der flere ting, der skal være til stede. Fjenden skal gerne holdes uvidende om, hvor angrebet vil falde, for herved at tvinge ham til at sprede sine styrker, og herved få et mindre stærkt forsvar. Når selve angrebet iværksættes gælder det om at have troppeoverlegenhed i forhold til fjenden. I gennemsnit siges der 3/1 i normalt terræn og 9/1 i bykamp. Herudfra kan det læses, at angriberen oftest vil have flest folk, og herved regne med flere tab end forsvareren. Umiddelbart er det også rigtigt, men helt så enkelt er det ikke. Soldaternes moral, officerernes og befalingsmændenes uddannelsestadie, forberedelsesgrad og selve føringen af kampen er vigtige aspekter i selve kampen. En angriber, som er godt uddannet og som har gode officerer og befalingsmænd, er i stand til at angribe en fjende som er dem numerisk jævnbyrdig og stadig være i stand til at vinde.
Grundlæggende findes der to typer af angreb; angreb efter opmarch og angreb efter bevægelse.
Angreb efter opmarch er kendetegnet ved, at man har mødt fjenden, og at fronterne er frosset fast. Ved et angreb efter opmarch har man som regel god tid til forberedelse og gode muligheder for at samle et stort antal enheder. Det skal dog siges, at fjenden har samme tid til forberedelse, hvilket oftest betyder, at der skal bruges store mængder artilleri og forventeligt højere tabstal end ved angreb efter bevægelse. Angrebet skal herefter gerne "slå hul" på fjendens linje for at kunne angribe fjenden, hvor denne er mindre forberedt. Herefter overgås til angreb fra bevægelse.
Angreb fra bevægelse er kendetegnet ved, at der er kort tid til forberedelse og at fronterne er ikke stabiliseret. Oftest kan et overraskende angreb i fjendens flanke eller ryk, bringe ham helt ud af fatning, og herved skabe stor forvirring og panik.
Klassiske eksempler på angreb efter opmarch er alle de store slag under 1. verdenskrig (Somme, Gambrei og Verdun).
Klassiske eksempler på angreb fra bevægelse er den tyske Blitzkrieg under 2. verdenskrig.
| Militær | Spire Denne artikel om militær er en spire som bør udbygges. Du er velkommen til at hjælpe Wikipedia ved at udvide den. |